# Franz Schönig
Franz Schönig (ur. 1760 w Międzylesiu, zm. 1828 tamże), poeta piszący wiersze w gwarze kłodzkiej – dialekcie języka niemieckiego.
Z zawodu stolarz, z powinności sekretarz w międzyleskich dobrach feudalnych, z zamiłowania poeta i muzyk, z przekonania entuzjasta ziemi kłodzkiej i obrońca oryginalnego języka jej mieszkańców. Franz Schönig był pierwszym poetą piszącym wiersze w gwarze kłodzkiej. Swoje oryginalne utwory wzbogacał często aranżacją muzyczną. 